# Indolacetonitril
Indolacetonitril ist eine organische Verbindung aus der Gruppe der Nitrile, die eine Indol-Einheit aufweist. Es kommt natürlich insbesondere in Kreuzblütlern vor und spielt eine Rolle bei Interaktionen mit pflanzenpathogenen Pilzen und Insekten.

## Vorkommen und biologische Bedeutung

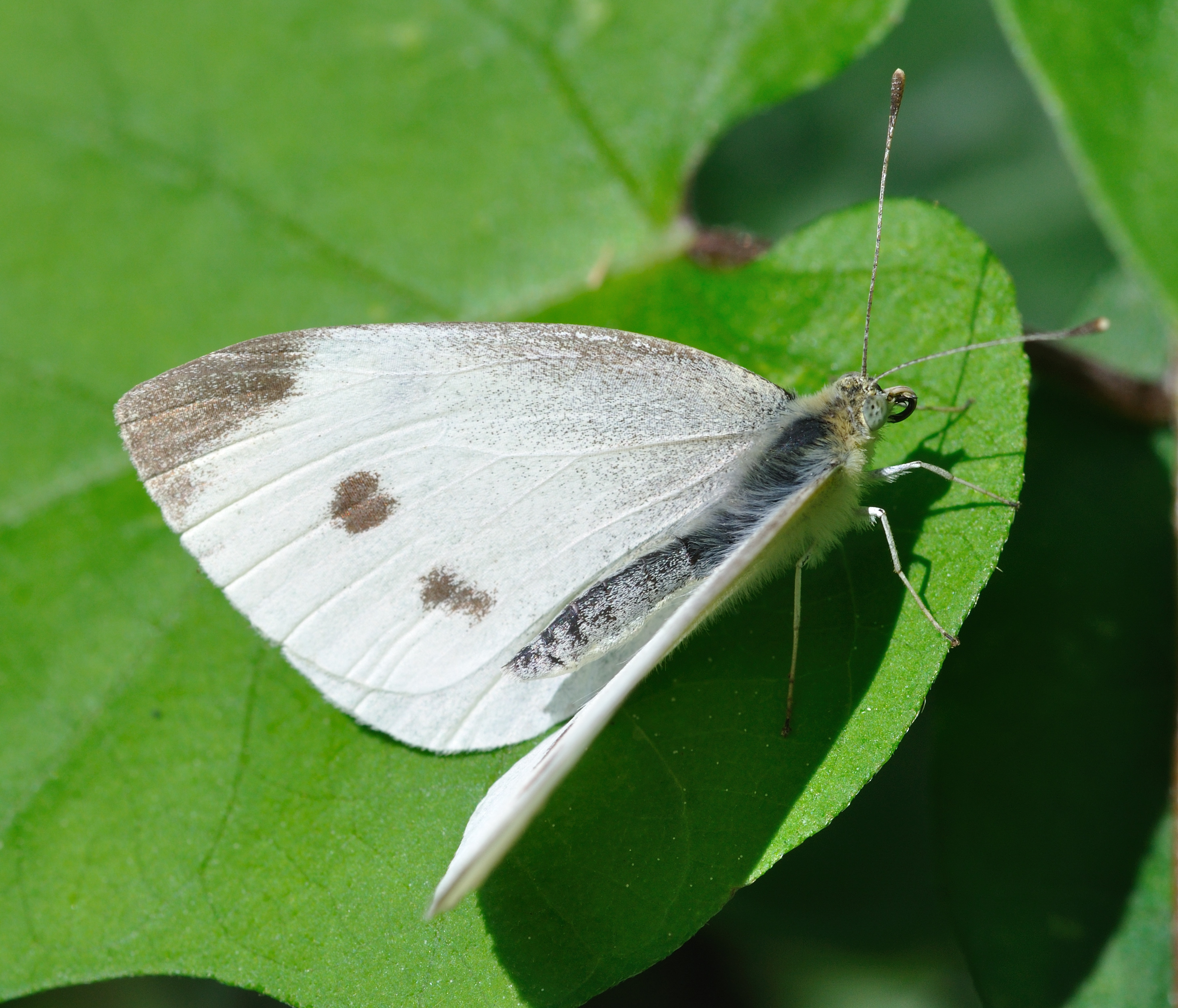
Dem Kleinen Kohlweißling dient Indolacetonitril als chemischer Hinweis, um seine Eier nicht auf Pflanzen abzulegen, die schon von Larven der eigenen Art befallen sind

Indolacetonitril ist ein Metabolit in Kreuzblütlern. Es wird aus Indolacetaldoxim gebildet und kann selbst wiederum in Indolessigsäure umgewandelt werden. Beim Abbau von Glucobrassicin kann neben einem Isothiocyanat ebenfalls Indolacetonitril entstehen. Dies hängt maßgeblich von der Gegenwart eines Epithiospecifier-Proteins ab. In Arabidopsis thaliana ist Indolacetonitril ein biosynthetischer Vorläufer des Phytoalexins (Abwehrstoffs) Camalexin.
Indolacetaldoxim ist außerdem ein biosynthetischer Vorläufer des Glucosinolats Glucobrassicin. Verschiedene pflanzenpathogene Pilze, beispielsweise Thanatephorus cucumeris, können das Oxim jedoch abbauen, wobei zunächst Indolacetonitril entsteht. Indolacetonitril wird außerdem von Schmetterlingsraupen gebildet, die sich von Glucobrassicin-haltigen Kreuzblütlern ernähren, beispielsweise der kleine Kohlweißling auf Arabidopsis thaliana. Das Nitril wirkt als Repellent, sodass Artgenossen keine Eier mehr auf der gleichen Pflanze ablegen, um Nahrungskonkurrenz zu vermeiden.